# Wadenbergtunnel
Der Wadenbergtunnel ist ein 420 m langer Eisenbahntunnel der Schnellfahrstrecke Hannover–Würzburg (Streckenkilometer 60,5 bis 61,0).

## Verlauf
Die Trasse verläuft im Tunnel Richtung Süden in einer Linkskurve. Die Gradiente steigt in der Röhre in südlicher Richtung leicht um 1,483 Promille an. Die maximale Überdeckung liegt bei 28 m.
Die Röhre durchfährt auf ihrer gesamten Länge Schichten des Unteren Muschelkalks.

## Geschichte

### Planung
In der Planungsphase lag der Tunnel im Planfeststellungsabschnitt 2.12 der Neubaustrecke. Noch 1984 war dabei eine Länge von 376 m vorgesehen. Mitte 1986 waren 376 m geplant.

### Bau
Der Vortrieb begann im Oktober 1986. Die Röhre wurde steigend von Nord nach Süd aufgefahren. Die Vortriebsarbeiten wurden im April 1987 beendet.
Zusammen mit den benachbarten Tunneln Helleberg und Hopfenberg fielen 365.000 m³ Tunnelausbruch an, für die Voreinschnitte wurden 515.000 m³ Erdmassen entfernt. Insgesamt 85.000 m³ Beton und 2.900 t Stahl wurden verbaut. Die Bausumme für die drei Röhren liegt bei 90 Millionen D-Mark (etwa 45 Mio. Euro).